# Mô tô ba bánh

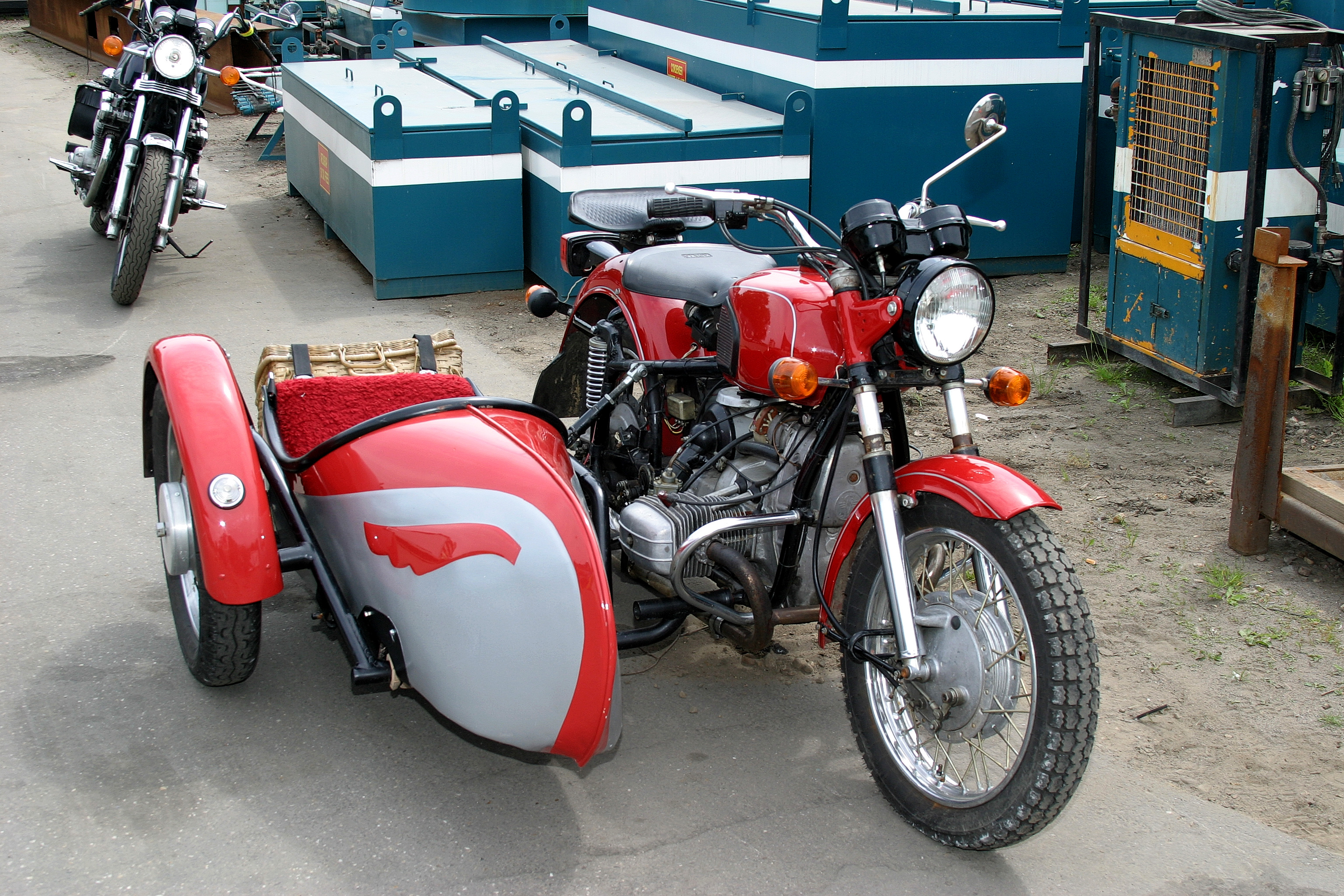
Mô tô ba bánh IMZ-Ural, Nga

Mô tô ba bánh là một phương tiện giao thông đường bộ gồm một thiết bị chở người có sử dụng một bánh được gắn vào một bên của xe máy. Trong tiếng Việt có từ xít-đờ-ca chính là phiên âm từ gốc tiếng Pháp Side-car.